# Norbert von Brandenburg
Norbert von Brandenburg war von 1192 bis 1205 Bischof von Brandenburg. Er gehörte dem Prämonstratenserorden an.

## Leben
Norbert von Brandenburg wurde vermutlich 1192 zum Bischof von Brandenburg gewählt. Seine Weihe fand erst im darauf folgenden Jahr, nach dem 16. Mai 1193, statt. Zum Bischof geweiht wurde er vom Magdeburger Erzbischof Ludolf von Kroppenstedt. Er assistierte bei der Weihe Konrads von Krosigk zum Bischof von Halberstadt am 1. Januar 1202. An der Weihe Dietrichs von Meißen zum Bischof von Merseburg am 19. September 1204 nahm er teil. Die letzte urkundliche Erwähnung Norberts von Brandenburg datiert auf den 25. Juli 1205.
Vermutlich ist er mit dem Stiftsherren von 1183 bis 1184 des Klosters Unser Lieben Frauen identisch.

## Siegel
Er führte ein rundes Siegel. Im Siegelfeld befand sich der sitzende Bischof, auf dessen Haupte die Mitra sitzt. In der rechten Hand hält der Bischof den Krummstab und in der linken Hand des geöffnete Evangelienbuch. Die Umschrift des Siegels ist nicht erhalten geblieben.